# Туранский сельсовет
Туранский сельсове́т — сельское поселение в Ветлужском районе Нижегородской области.
Административный центр — село Турань.

## История
Статус и границы сельского поселения установлены Законом Нижегородской области от 15 июня 2004 года № 60-З «О наделении муниципальных образований - городов, рабочих посёлков и сельсоветов Нижегородской области статусом городского, сельского поселения».

## Население
| 2002 | 2010 | 2012 | 2013 | 2014 | 2015 | 2016 |
| ---- | ---- | ---- | ---- | ---- | ---- | ---- |
| 539  | ↘404 | ↘380 | ↘364 | ↘354 | ↘342 | ↘331 |
| 2017 | 2018 | 2019 | 2020 | 2021 |      |      |
| ↘320 | ↘300 | ↘290 | ↘271 | ↘252 |      |      |

## Состав сельского поселения
| №  | Населённый пункт | Тип населённого пункта       | Население |
| -- | ---------------- | ---------------------------- | --------- |
| 1  | Антониха         | деревня                      | ↘0        |
| 2  | Великуша         | деревня                      | ↘3        |
| 3  | Долгий Мост      | деревня                      | ↘11       |
| 4  | Звягино          | деревня                      | ↘10       |
| 5  | Ивняжная         | деревня                      | ↘2        |
| 6  | Круглая          | деревня                      | →19       |
| 7  | Кузнечиха        | деревня                      | ↘60       |
| 8  | Мотово           | деревня                      | ↘3        |
| 9  | Орлиха           | деревня                      | ↘0        |
| 10 | Пахтусиха        | деревня                      | ↘39       |
| 11 | Семенчиха        | деревня                      | ↘35       |
| 12 | Солоница         | деревня                      | ↘0        |
| 13 | Сосновка         | деревня                      | ↘54       |
| 14 | Турань           | село, административный центр | ↗168      |